# 掛淵川
掛淵川（かけぶちがわ）は、山口県長門市を流れる二級河川。掛渕川とも表記される。流域面積は市内最大だが、延長は短く深川川・三隅川に次いで三番目となる。

## 地理
長門市日置中の畑ダムにて、大笹山より北流してきた大笹川と、草添山より西流してきた草添川・足河内川の3つが合流して掛淵川となる。ダムを出るとゆるやかに北西へ流れてゆく。山口県道281号俵山長門古市停車場線が流路に沿う。滑川を合わせ、旧日置町中心部にて西へと曲がる。並流する黒川を合わせると河川幅が大きく広がり、以降は南から複数の支流を合わせて短区間で流量を増やす。油谷大橋を越えると河口の油谷湾（日本海）である。全区間が二級河川に指定されている。
市街地は中流部に広がり、河口付近には漁村集落が残っている。近世においては蔵小田一帯が「掛渕浦」という油谷湾に面した海岸線にあり、イワシやコノシロ等が水揚げされていたが、干拓によって現在の位置に河口が遠ざかったという。

## 治水

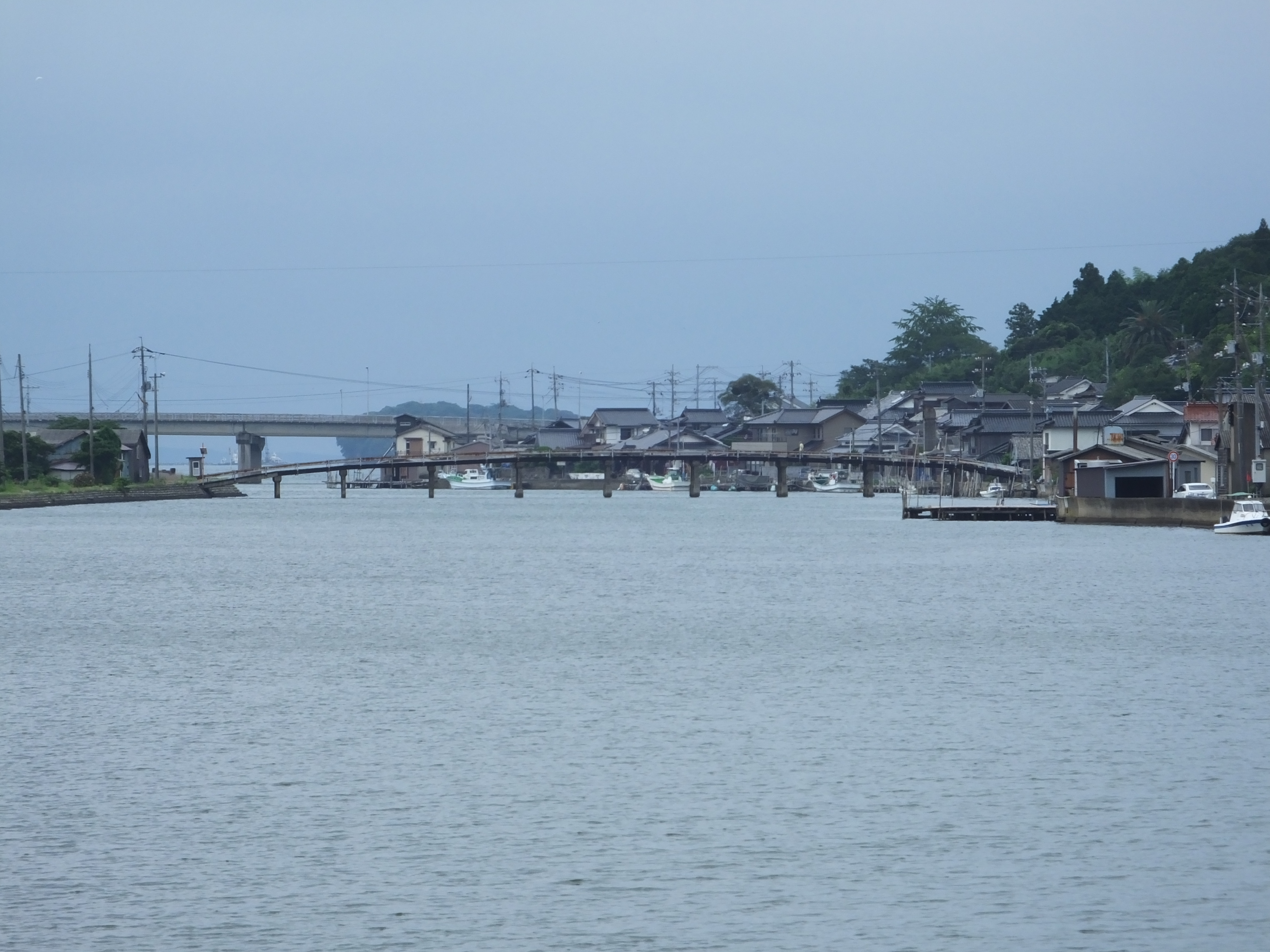
河口付近、蔵小田の集落が広がる。手前に太鼓橋・奥に油谷大橋

流域は旱魃による水不足が著しいことから、数多くの溜池や利水施設が今までに建設されている。北側では向津具半島や東後畑といった日本有数の棚田地帯に隣接していることから、流域でも一部棚田が見られ、山間部を中心に多くの溜池が利用されている。戦前においては有志者が耕地整理組合を設立し、難工事の末上流部の国広川に門前堤を築いた経緯がある。
戦後に入り、1958年（昭和33年）3月に現在の畑ダムが竣工。掛淵川の元締めとなるダムだが当時は堰堤として作られたもので、改修を経て1972年（昭和47年）3月31日に農業用ダムへと振り替わった。その後下流の大坊川では正常流量確保を目的として1974年（昭和49年）3月31日に大坊ダムが竣工しているが、こちらはあくまでも治水目的のダムであり、掛淵川水系のダムで唯一土木建築部管轄となっている。農業用灌漑目的のダムとしては、1991年（平成3年）3月31日に久富川にて有宗ダムが竣工し、下流部の旱魃対策に貢献している。
畑ダムに近い狩音川では、1996年（平成8年）3月31日に上流部の灌漑目的で狩音ダムが竣工した。現在このダムは山口県内初となる小水力発電の導入を目指しており、2015年（平成27年）度の発電開始を想定している。2004年（平成16年）3月31日には灌漑排水事業によって、大坊ダムに程近い二次支流の阿惣川に阿惣ダムが竣工。溜池を使用してもなお不足する水量を貯水することを目的としている。

### 太鼓橋
掛淵川の河口近く、新橋と油谷大橋の間に「太鼓橋」と呼ばれる橋がある。正式名称を「掛渕橋」といい、1948年（昭和23年）に架設された長さ78m・幅員2.9mの橋梁である。当時は対岸とを行き来する手段が船のみであったため、農作業や地域住民の移動・通学の足として長年使用されてきた。しかし周囲に新たな橋が建設され、地域の過疎化とともに通行人数は減っていった。架設から65年以上経過した木造の橋脚や橋面は老朽化が著しく、通行を歩行者・二輪車のみに制限した上で、毎年腐食した床板を張り替えて維持されてきた。根本的改修が必要と判断されているが、費用対効果の面で改修はされず撤去の方向で検討が進んでいる。

## 主な支川

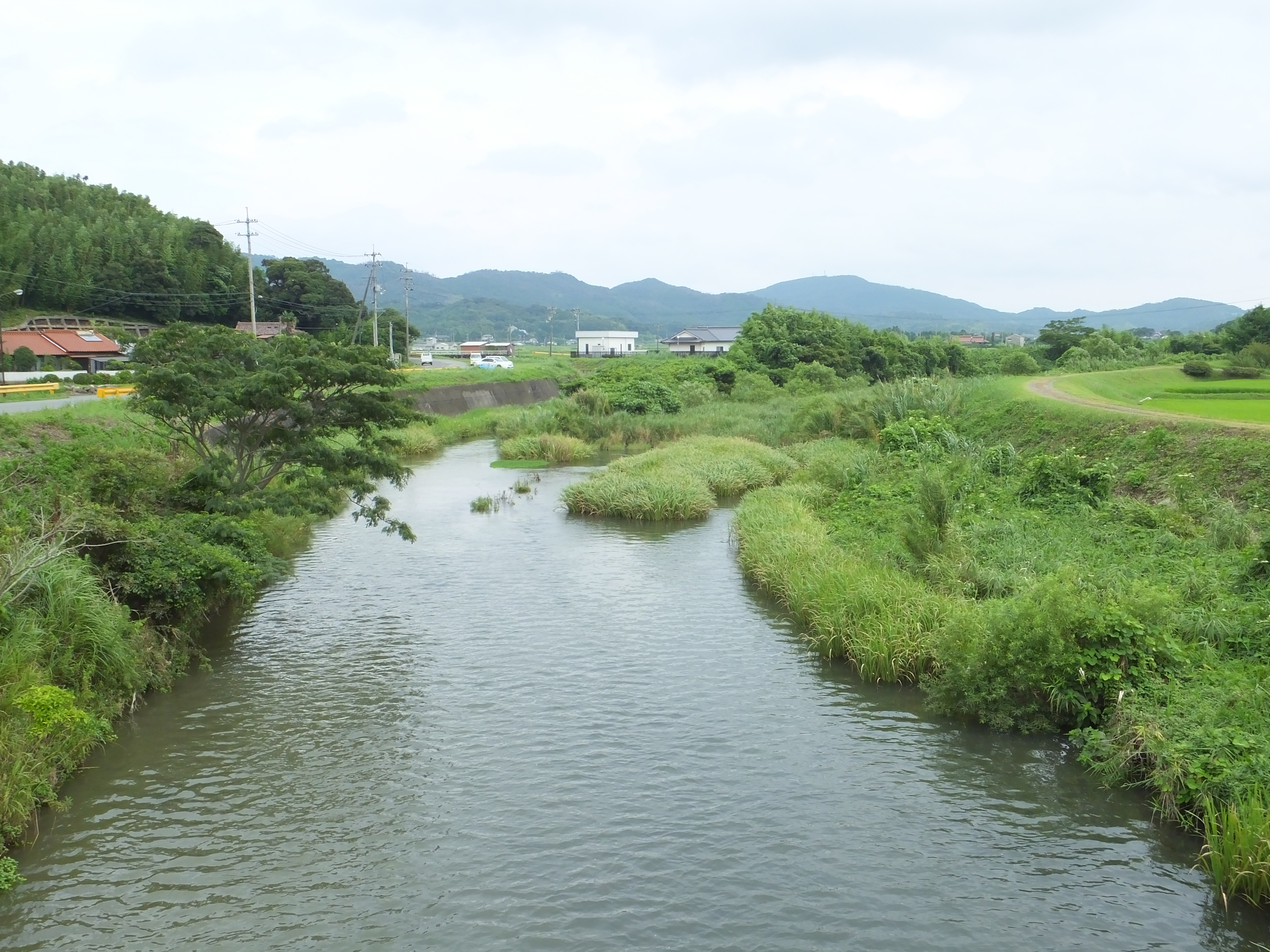
国常橋より上流方、黒川（左）と掛淵川（右）の合流地点

上流より掲載、太字は二級河川
- 狩音川
- 横坂川
- 国広川
- 滑川
- 黒川
  - 重近川
  - 炭床川
- 久富川
  - 亀田川
- 長久川
- 蔵小田川
- 堀江川
- 大坊川
  - 叶木ヶ浴
    - 室ヶ浴

  - 阿惣川
  - 岡田川

## 主な橋
上流より掲載

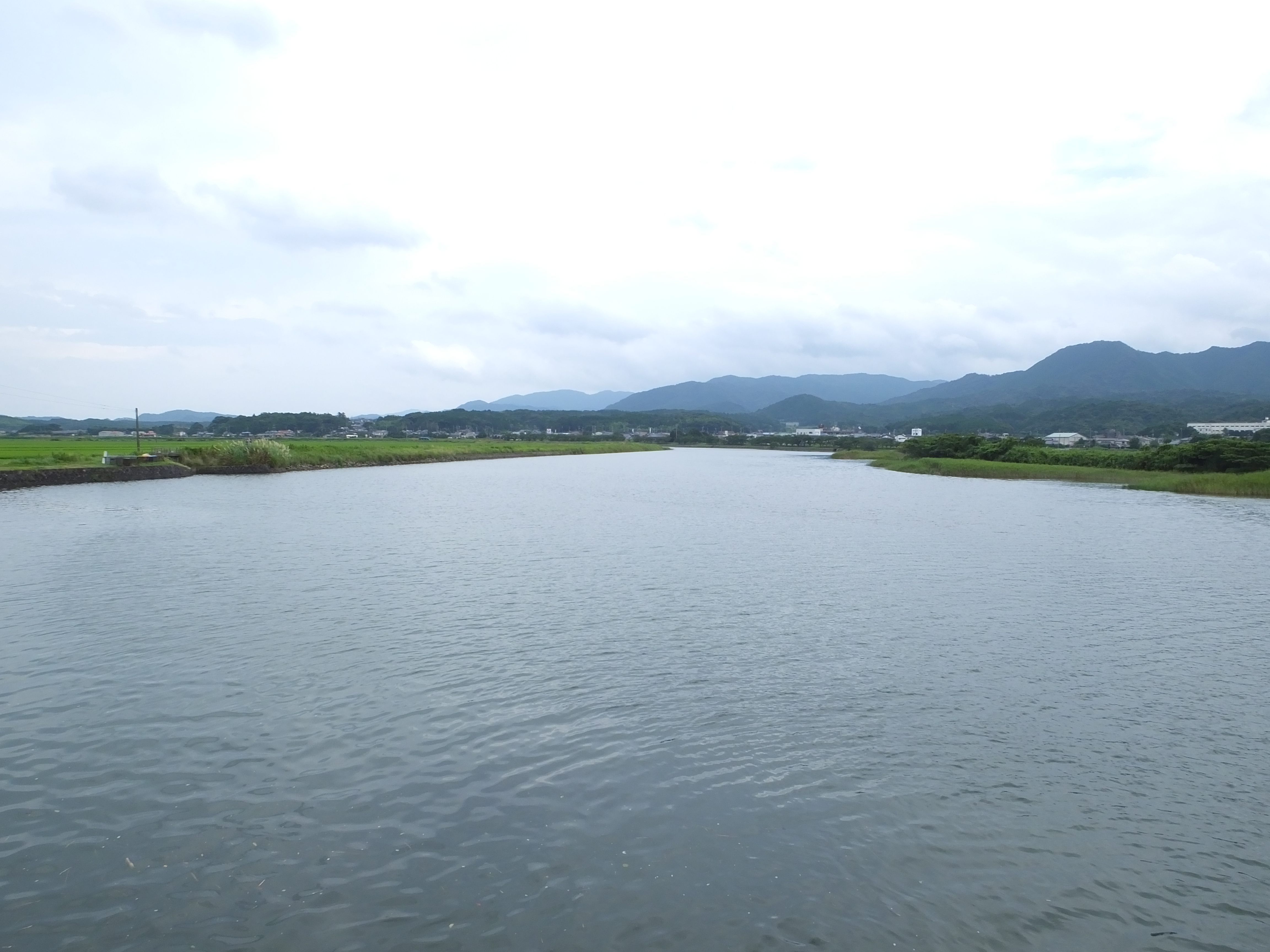
下流部（新橋より上流方）

- 中ノ瀬橋 - 山口県道281号俵山長門古市停車場線
- 国広橋
- 益習橋 - 山口県道281号俵山長門古市停車場線
- 大元橋
- 新市橋 - 山口県道286号日置上油谷線（広域農道）
- 磆橋
- 新道橋 - 山口県道281号俵山長門古市停車場線
- 切板橋
- 農免橋
- 上一円橋
- 一円橋 - 国道191号
- JR山陰本線橋梁
- 一円橋
- 川原橋
- 国常橋
- 蔵小田橋 - 山口県道286号日置上油谷線（広域農道）
- 簗場橋
- 新橋
- 掛渕橋（撤去予定）
- 油谷大橋 - 山口県道66号長門油谷線

## 参考資料
- 長門市勢要覧「ながとの風」資料編